# Día Mundial del Alzheimer
El  Día Mundial del Alzheimer es una jornada que se celebra anualmente el 21 de septiembre desde 1994, fue establecida en colaboración de la Organización Mundial de la Salud (OMS) y la Alzheimer's Disease International (ADI) en ese mismo año.

## Proclamación
El Día Mundial del Alzheimer fue proclamado en 1994 por la Organización Mundial de la Salud (OMS) y está auspiciado por la organización Alzheimer's Disease International (ADI). La proclamación de este día tiene como objetivo concienciar a la sociedad global sobre la enfermedad de Alzheimer, fomentar la comprensión de sus implicaciones y promover el apoyo a las personas que la padecen y a sus cuidadores. Posteriormente, en 2012, (ADI) extendió esta campaña a todo el mes de septiembre, estableciendo el Mes Mundial del Alzheimer. Esta iniciativa busca ampliar el impacto de la campaña a lo largo de 30 días, promoviendo una mayor participación y conciencia global sobre la demencia y sus efectos destacando la urgencia de desarrollar políticas de salud y asistencia social que aborden las necesidades específicas de los pacientes y sus familias.

## Celebración
Se celebra anualmente el 21 de septiembre, para crear conciencia global sobre la importancia de prevenir, diagnosticar y tratar la enfermedad de Alzheimer. La primera conmemoración se realizó en 1994. Durante esta jornada, se organizan actividades informativas, campañas de sensibilización y eventos comunitarios a nivel local, nacional e internacional. También se busca visibilizar las necesidades de las personas afectadas y reivindicar el desarrollo de políticas públicas específicas que garanticen una atención integral y efectiva. Cada año, la celebración se articula en torno a un lema que refleja las demandas actuales del colectivo y resalta la importancia de un enfoque centrado en el paciente y sus cuidadores.

## Temas
Temas utilizados en España para la celebración del Día Mundial del Alzheimer:
- 2002: Diagnóstico precoz
- 2003: Invertir para mantener recuerdos
- 2004: El Alzheimer es una discapacidad
- 2005:15 años junto a los enfermos de Alzheimer
- 2006: 100 años de historia
- 2007: ¿Y tú, quién eres?
- 2008: Alzheimer. Un reto compartido
- 2009: No olvides. Hay Esperanza
- 2010: Alzheimer. Juntos podemos
- 2011: Las caras del Alzheimer
- 2012: Esfuerzo compartido
- 2013: Cuestión de estado
- 2014: Solidarios
- 2015: Avanzamos juntos
- 2016: "El valor del cuidador".[9]
- 2017: "Sigo siendo yo".[10]
- 2018: Alzheimer ConCiencia Social[11]
- 2019: Evolución[12]
- 2020: La Dependencia fuera de la Ley[13]
- 2021: Cero omisiones. Cero Alzheimer[14]
- 2022: InvestigAcción[15]
- 2023: Integrando la Innovación[16]
- 2024: Somos específicos[17]